# 진도군의 농어촌버스
진도군의 농어촌버스는 전라남도 진도군의 버스를 중심으로 운행하는 대중교통 수단이다. 운행 업체로는 옥주여객을 비롯해 조도여객, 진도여객이 있다.

## 운수 업체
2015년 11월 기준이다.
| 운행업체 | 등록대수 |
| -------- | -------- |
| 옥주여객 | 5        |
| 조도여객 | 1        |
| 진도여객 | 11       |
| 합계     | 17       |

진도여객과 옥주여객이 취득한 면허는 시외버스 면허였으나 실제 운행하고 있는 버스는 농어촌버스로 운행하고 있어 전라남도청에서 면허 갱신을 권고, 2014년에 농어촌버스로 전환하였다.

## 운행 노선
| 노선 번호     | 운행구간       | 운행구간 | 운행구간 | 경유지       | 운행 횟수   | 비고                                       |
| ------------- | -------------- | -------- | -------- | ------------ | ----------- | ------------------------------------------ |
| 진도 ↔ 진도읍 | 진도공용터미널 | ↔        | 진도읍   | 쉬미, 소포   | 시간표 참조 | 운행시간표 보관됨 2014-11-01 - 웨이백 머신 |
| 진도 ↔ 진도읍 | 진도공용터미널 | ↔        | 진도읍   | 전두, 한의   | 시간표 참조 | 운행시간표 보관됨 2014-11-01 - 웨이백 머신 |
| 진도 ↔ 임회   | 진도공용터미널 | ↔        | 임회     | 팽목, 서망   | 시간표 참조 | 운행시간표 보관됨 2014-11-01 - 웨이백 머신 |
| 진도 ↔ 임회   | 진도공용터미널 | ↔        | 임회     | 십일시, 소포 | 시간표 참조 | 운행시간표 보관됨 2014-11-01 - 웨이백 머신 |
| 진도 ↔ 군내   | 진도공용터미널 | ↔        | 군내     | 녹진, 우수영 | 시간표 참조 | 운행시간표 보관됨 2014-11-01 - 웨이백 머신 |
| 진도 ↔ 군내   | 진도공용터미널 | ↔        | 군내     | 녹진, 신기   | 시간표 참조 | 운행시간표 보관됨 2014-11-01 - 웨이백 머신 |
| 진도 ↔ 군내   | 진도공용터미널 | ↔        | 군내     | 덕병, 용인   | 시간표 참조 | 운행시간표 보관됨 2014-11-01 - 웨이백 머신 |
| 진도 ↔ 고군   | 진도공용터미널 | ↔        | 고군     | 가계, 회동   | 시간표 참조 | 운행시간표 보관됨 2014-11-01 - 웨이백 머신 |
| 진도 ↔ 고군   | 진도공용터미널 | ↔        | 고군     | 벽파, 연동   | 시간표 참조 | 운행시간표 보관됨 2014-11-01 - 웨이백 머신 |
| 진도 ↔ 고군   | 진도공용터미널 | ↔        | 고군     | 내동, 원포   | 시간표 참조 | 운행시간표 보관됨 2014-11-01 - 웨이백 머신 |
| 진도 ↔ 의신   | 진도공용터미널 | ↔        | 의신     | 사천, 쌍계사 | 시간표 참조 | 운행시간표 보관됨 2014-11-01 - 웨이백 머신 |
| 진도 ↔ 의신   | 진도공용터미널 | ↔        | 의신     | 도목, 원두   | 시간표 참조 | 운행시간표 보관됨 2014-11-01 - 웨이백 머신 |
| 진도 ↔ 의신   | 진도공용터미널 | ↔        | 의신     | 금갑, 접도   | 시간표 참조 | 운행시간표 보관됨 2014-11-01 - 웨이백 머신 |
| 진도 ↔ 의신   | 진도공용터미널 | ↔        | 의신     | 회동, 송군   | 시간표 참조 | 운행시간표 보관됨 2014-11-01 - 웨이백 머신 |
| 진도 ↔ 지산   | 진도공용터미널 | ↔        | 지산     | 탑립, 죽림   | 시간표 참조 | 운행시간표 보관됨 2014-11-01 - 웨이백 머신 |
| 진도 ↔ 지산   | 진도공용터미널 | ↔        | 지산     | 지도, 봉상   | 시간표 참조 | 운행시간표 보관됨 2014-11-01 - 웨이백 머신 |
| 진도 ↔ 지산   | 진도공용터미널 | ↔        | 지산     | 송호, 동구   | 시간표 참조 | 운행시간표 보관됨 2014-11-01 - 웨이백 머신 |
| 진도 ↔ 지산   | 진도공용터미널 | ↔        | 지산     | 세방, 마세   | 시간표 참조 | 운행시간표 보관됨 2014-11-01 - 웨이백 머신 |